# Aleksei Skvortsov
Aleksei Igorevich Skvortsov (tiếng Nga: Алексей Игоревич Скворцов; sinh ngày 13 tháng 1 năm 1992) là một tiền vệ bóng đá người Nga. Anh thi đấu cho F.K. Tosno.

## Sự nghiệp
Skvortsov có màn ra mắt tại Russian Second Division cho FC Karelia Petrozavodsk vào ngày 17 tháng 5 năm 2013 trong trận đấu với FC Piter Sankt Peterburg.
Vào ngày 4 tháng 1 năm 2016, Skvortsov rời FC Yenisey Krasnoyarsk do thỏa thuận đôi bên.
Vào ngày 10 tháng 1 năm 2018, anh ký hợp đồng với câu lạc bộ tại Giải bóng đá ngoại hạng Nga F.K. Tosno.
Anh ghi bàn thắng đầu tiên khi Tosno giành chức vô địch Cúp bóng đá Nga 2017–18 trước FC Avangard Kursk vào ngày 9 tháng 5 năm 2018 tại Volgograd Arena.

## Danh hiệu

### Câu lạc bộ
Tosno
- Cúp quốc gia Nga: 2017–18

## Thống kê sự nghiệp
Tính đến 13 tháng 5 năm 2018
| Câu lạc bộ           | Mùa giải            | Giải vô địch                | Giải vô địch | Giải vô địch | Cúp     | Cúp       | Châu lục | Châu lục  | Tổng cộng | Tổng cộng |
| Câu lạc bộ           | Mùa giải            | Hạng đấu                    | Số trận      | Bàn thắng    | Số trận | Bàn thắng | Số trận  | Bàn thắng | Số trận   | Bàn thắng |
| -------------------- | ------------------- | --------------------------- | ------------ | ------------ | ------- | --------- | -------- | --------- | --------- | --------- |
| Amkar Perm           | 2010                | Giải bóng đá ngoại hạng Nga | 0            | 0            | 0       | 0         | –        | –         | 0         | 0         |
| Amkar Perm           | 2011–12             | Giải bóng đá ngoại hạng Nga | 0            | 0            | 0       | 0         | –        | –         | 0         | 0         |
| Amkar Perm           | Tổng cộng           | Tổng cộng                   | 0            | 0            | 0       | 0         | 0        | 0         | 0         | 0         |
| Gandzasar            | 2012–13             | Armenian Premier League     | 1            | 0            | 0       | 0         | –        | –         | 1         | 0         |
| Karelia Petrozavodsk | 2012–13             | PFL                         | 4            | 0            | –       | –         | –        | –         | 4         | 0         |
| Dynamo Kirov         | 2013–14             | PFL                         | 25           | 3            | 2       | 0         | –        | –         | 27        | 3         |
| Yenisey Krasnoyarsk  | 2014–15             | FNL                         | 22           | 2            | 1       | 0         | –        | –         | 23        | 2         |
| Yenisey Krasnoyarsk  | 2015–16             | FNL                         | 12           | 0            | 0       | 0         | –        | –         | 12        | 0         |
| Yenisey Krasnoyarsk  | Tổng cộng           | Tổng cộng                   | 34           | 2            | 1       | 0         | 0        | 0         | 35        | 2         |
| Volgar Astrakhan     | 2015–16             | FNL                         | 7            | 0            | –       | –         | –        | –         | 7         | 0         |
| Volgar Astrakhan     | 2016–17             | FNL                         | 18           | 1            | 2       | 0         | –        | –         | 20        | 1         |
| Volgar Astrakhan     | Tổng cộng           | Tổng cộng                   | 25           | 1            | 2       | 0         | 0        | 0         | 27        | 1         |
| Tambov               | 2017–18             | FNL                         | 24           | 6            | 3       | 1         | –        | –         | 27        | 7         |
| Tosno                | 2017–18             | Giải bóng đá ngoại hạng Nga | 3            | 0            | 1       | 1         | –        | –         | 4         | 1         |
| Tổng cộng sự nghiệp  | Tổng cộng sự nghiệp | Tổng cộng sự nghiệp         | 116          | 12           | 9       | 2         | 0        | 0         | 125       | 14        |